# Colletes somereni
Colletes somereni är en biart som beskrevs av Cockerell 1947. Den ingår i släktet sidenbin, och familjen korttungebin. Inga underarter finns listade i Catalogue of Life.

## Beskrivning
Utseendet hos honan och hanen är delvis olika:
Hona

Huvudet har svart grundfärg utom käkarna, munskölden, underläppen och övre delen av kinderna, som är mörkt rödbruna. Mellankroppen har även den svart grundfärg, utom benen som är ljust till mörkare rödbruna. Ansiktet är täckt med en vitaktig till gulgrå päls, som lämnar munskölden bar. Mellankroppens främre och bakre delar är täckta med gulvit till gråbrun behåring, mittdelen med klarorange behåring. Vingarna är svagt gulaktiga med mörkbruna ribbor. Benen har vitaktig behåring; pollenkorgan, den hårborste på bakskenbenen som honan använder för polleninsamling, är rent vit. Bakkroppens grundfärg är svart med undantag för första tergiten (det främsta segmentet på bakkroppens ovansida) vars övre, främre del ibland kan vara mörkröd, och bakkanterna på tergiterna som är gulaktigt till rödaktigt genomskinliga. Bakkanterna är dock täckta av vita hårband, på tergit 1 smalt, på de övriga bredare. Främre delen av tergit 1 har gles, vit behåring, medan tergiterna 2 till 5 har svart behåring. Kroppslängden är 10 till 11 mm.

Hane

Huvudet har svart grundfärg utom käkarna samt ibland delar av munskölden och underläppen, som är mörkt rödbruna. Ansiktet är täckt med en tät, gulbrun päls. Mellankroppen har samma utseende som hos honan med undantag för benens behåring, som är gulbrun (någon pollenkorg saknas givetvis; hanar samlar inte pollen).  Bakkroppens grundfärg är samma som hos honan med undantag för att tergit 1 till 3 har ett blåaktigt skimmer. Även de vita hårbanden på tergiternas bakkanter är likadana som hos honan, men den övriga behåringen är annorlunda: Tergit 1 och överdelen av tergit 2 har tämligen tät, gulaktig till brunaktig behåring. Övriga tergiter saknar någon egentlig behåring med undantag för de vita hårbanden. Kroppslängden är 9 till 10 mm.

## Ekologi
Colletes somereni förekommer i torra regioner, där den flyger under hela året. Arten är specialiserad på akaciasläktet 

## Utbredning
Arten förekommer i östra och södra Afrika: Etiopien, Kenya, Zimbabwe, Sydafrika och Namibia.